# Aziza Chakir
Pour les articles homonymes, voir Chakir.
Aziza Chakir, née le 19 mai 1998, est une judokate marocaine.

## Carrière
Dans la catégorie des moins de 48 kg, Aziza Chakir est médaillée d'argent aux Championnats d'Afrique de judo 2018, aux Championnats d'Afrique de judo 2020 et aux championnats d'Afrique 2023  ; elle remporte la médaille de bronze aux Jeux africains de la jeunesse de 2014, aux Championnats d'Afrique de judo 2017, aux Jeux de la Francophonie de 2017, aux Jeux africains de 2019, aux Jeux de la Francophonie de 2023 et aux championnats d'Afrique 2024.